# Rhododendron cuneifolium
Rhododendron cuneifolium är en ljungväxtart som beskrevs av Otto Stapf. Rhododendron cuneifolium ingår i släktet rododendron, och familjen ljungväxter. Utöver nominatformen finns också underarten R. c. microcarpum.